# Institute of Statisticians
L'Institute of Statisticians va ser una organització professional britànica fundada el 1948 per protegir els interessos dels estadístics professionals. Originalment va ser nomenada The Association of Incorporated Statisticians Limited, però més endavant va canviar el nom. L'Institut es va formar després que la Royal Economic Society va impedir l’any 1947 una extensió de la Royal Charter de la Royal Statistical Society que hauria permès dur a terme exàmens.
L’Institute of Statisticians va intentar obtenir una Royal Charter pròpia en 1978 i això va portar a converses amb la Royal Statistical Society sobre una possible fusió. Les converses van fracassar amb desacords sobre la forma d'organitzar les diferents categories de membres. Poc temps després, però, les converses van ser represes i l'1 de gener de 1993, les dues organitzacions es van fusionar, convertint-se simplement la Royal Statistical Society.
Des de 1950 l'Institut va publicar una revista, primer anomenada The Incorporated Statistician (ISSN 1466-9404) i a partir de 1962 nomenada The Statistician (ISSN 0039-0526) abans de convertir-se l’any 1993 en el Journal of the Royal Statistical Society Series D.